# Phường 11, Tân Bình
Phường 11 là một phường thuộc quận Tân Bình, Thành phố Hồ Chí Minh, Việt Nam.
Phường 11 có diện tích 0,58 km², dân số năm 2021 là 29.134 người,  mật độ dân số đạt 50.231 người/km².